# Strumień Wodnika
Strumień Wodnika – strumień gwiazd utworzony przez gwiazdy z nieistniejącej już galaktyki, wchłoniętej przez Drogę Mleczną. Strumień został odkryty w 2010 w ramach programu Radial Velocity Experiment (RAVE) przez naukowców z Astrophysikalisches Institut Potsdam.
Strumień położony jest w odległości pomiędzy 500 a 10 tys. parseków od Ziemi. Znaczna jego część znajduje się w gwiazdozbiorze Wodnika, od którego wywodzi się jego nazwa. W porównaniu z wcześniej znanymi strumieniami, Strumień Wodnika jest znacznie młodszy i liczy ok. 700 milionów lat, a nie miliardy lat jak wcześniej odkryte strumienie. W odróżnieniu od nich znajduje się blisko centrum Galaktyki, a nie na jej obrzeżach.
Naukowcy odkryli Strumień analizując dane z australijskiego obserwatorium Siding Spring Observatory, zawierające informacje na temat prędkości 250 tysięcy gwiazd. Odkryto wówczas, że część z nich porusza się z prędkością ok. 150 tys. km/h w stosunku do dysku Galaktyki. Strumień został określony jako „trudny do odkrycia”.